# Gavin Meadows
Gavin Meadows (Bradford, Reino Unido, 8 de septiembre de 1977) es un nadador británico retirado especializado en pruebas de estilo libre media distancia, donde consiguió ser medallista de bronce mundial en 1998 en los 4x200 metros estilo libre.

## Carrera deportiva
En el Campeonato Mundial de Natación de 1998 celebrado en Perth (Australia), ganó la medalla de bronce en los relevos de 4x200 metros estilo libre, con un tiempo de 7:17.33 segundos, tras Australia (oro con 7:12.48 segundos que fue récord de los campeonatos) y Países Bajos (plata con 7:16.77 segundos).